# B-THE ONE
『B-THE ONE』（ビー・ザ・ワン）は、日本のロックバンドであるSPYAIRの楽曲。2019年1月18日に2作目の配信限定シングルとしてSony Music Associated Recordsからリリースされた。

## 概要
前作『I Wanna Be…』から約半年、配信限定シングルとしては『MOVIN' ON』以来約7年ぶりとなる。
2018年10月4日に開幕したプロバスケットボールリーグ「B.LEAGUE 2018-19 SEASON」の公式テーマソングとして書き下ろした楽曲。
ミュージックビデオは昨シーズンのハイライト・シーンを散りばめた作品となっている。

## 収録曲
1. B-THE ONE [3:58] 
  - 「B.LEAGUE 2018-19 SEASON」公式テーマソング

熱狂に包まれる会場に選手たちが登場するシーンを思い浮かべて作られた、シンガロングが印象的な楽曲。"会場で熱狂している観客の声援＝シンガロング"で会場全体を一体化させ、試合に向かう選手たちを鼓舞したいというバスケ愛がたっぷり込められている。